# Ophiotypa simplex
Ophiotypa simplex är en ormstjärneart som beskrevs av Jean Baptiste François René Koehler 1897. Ophiotypa simplex ingår i släktet Ophiotypa och familjen fransormstjärnor. Inga underarter finns listade i Catalogue of Life.